# TV Sudoeste (Vitória da Conquista)
TV Sudoeste é uma emissora de televisão brasileira com sede em Vitória da Conquista, município do estado da Bahia. Opera no canal 5 (28 UHF digital) e é afiliada à TV Globo. A emissora integra a Rede Bahia de Televisão, parte integrante do grupo empresarial homônimo, e transmite sua programação para o sudoeste do estado. Seus estúdios estão localizados no Centro, e sua antena de transmissão está no bairro Nossa Senhora Aparecida.

## História
A emissora foi inaugurada no dia 31 de março de 1990 e entrou no ar no dia 1º de abril, com um programa especial de estreia sobre a região, falando sobre economia, cultura e a sociedade, apresentado por Luís Quadros, primeiro apresentador a aparecer na programação da emissora. No mesmo dia, ocorreu a chegada em Vitória da Conquista do "Caminhão do Faustão", quadro do programa Domingão do Faustão que premiava telespectadores que enviavam cartas à equipe do programa. O primeiro telejornal local exibido foi o bloco local do BATV 2ª Edição, apresentado por Luís Quadros, no dia 2 de abril.
A primeira equipe era formada por 30 profissionais, que antes de ingressarem na nova emissora, tiveram um período de experiência na TV Santa Cruz de Itabuna, a primeira emissora do Grupo TV Bahia no interior do estado, inaugurada em 1988. A primeira chefe de jornalismo foi Silvia Gabionetta.

Logotipo utilizado pela emissora entre 1998 e 2025.

Em 1991, a TV Sudoeste estreou o Somos Nós (idealizado pela TV Santa Cruz), com entrevistas e debates sobre assuntos importantes da região. Era exibido logo após o Jornal Hoje. A partir de 2000, além da região sudoeste, o programa também passou a ser exibido para Salvador, capital do estado, por meio da TV Salvador, emissora independente que também pertencia à Rede Bahia. A atração foi exibida até 25 de junho de 2005, sendo substituído no sábado seguinte pelo Bahia Esporte, da TV Bahia. Sua última apresentadora foi Aureni de Almeida.
A partir de 2005, começou a produzir em conjunto com a iContent, empresa do segmento de entretenimento da Rede Bahia, o Festival de Inverno Bahia, que acontece no Parque de Exposições de Vitória da Conquista todos os anos no último final de semana de agosto, trazendo importantes nomes do cenário nacional da música para a cidade.
Em 10 de maio de 2021, a TV Sudoeste passou a produzir localmente a edição completa do Bahia Meio Dia, estreando também mudanças em seu cenário. Em 3 de junho de 2024, estreou a edição integral do BATV, apresentada por Nayla Gusmão. Em 14 de janeiro de 2025, a emissora reestreou o Bahia Agora após 30 anos, desta vez como um boletim jornalístico exibido no intervalo do Vale a Pena Ver de Novo e apresentado por Nayla.

## Sinal digital
| PSIP | Canal  | Proporção de tela | Programação                                  |
| ---- | ------ | ----------------- | -------------------------------------------- |
| 5.1  | 28 UHF | 1080i             | Programação principal da TV Sudoeste / Globo |

A TV Sudoeste foi a quarta emissora da Rede Bahia a passar a operar em sinal digital, iniciando as operações em fase experimental em 1º de abril de 2014. O sinal foi oficialmente inaugurado no dia 29 de abril com um evento na Arena Mira Flores para empresários e técnicos de Vitória da Conquista e da Bahia.
Em 2014, a emissora ativou o sinal digital nas maiores cidades da região, Jequié, Itapetinga, Guanambi, Caetité e Brumado na primeira fase da expansão do sinal digital. Na segunda fase, em 2015, ativou o sinal digital nas cidades de Barra do Choça, Jaguaquara, Itambé, Ipiaú, Anagé e Poções.
Em 18 de agosto de 2015, os telejornais da emissora passaram a ser transmitidos em alta definição (HDTV).
Transição para o sinal digital
Com base no decreto federal de transição das emissoras de TV brasileiras do sinal analógico para o digital, a TV Sudoeste, bem como as outras emissoras de Vitória da Conquista, cessou suas transmissões pelo canal 5 VHF em 5 de dezembro de 2018, seguindo o cronograma oficial da ANATEL.

## Programas
Além de retransmitir a programação nacional da TV Globo e estadual da Rede Bahia, a TV Sudoeste produz e exibe os seguintes programas:
- Bahia Meio Dia: Telejornal, com Judson Almeida;
- Bahia Agora: Boletim jornalístico, com Nayla Gusmão;
- BATV: Telejornal, com Nayla Gusmão;

Diversos outros programas compuseram a grade da emissora, e foram descontinuados;
- Bahia Agora 2ª Edição
- BATV 1ª Edição
- Jornal da Manhã
- Somos Nós[20]

## Equipe

### Membros atuais

#### Apresentadores
- Judson Almeida[21]
- Nayla Gusmão[22]

Repórteres
- Andressa Amaral[23]
- Ariela Bonfim[24]
- Edson Nunes[25]
- Luan Ferreira[26]
- Viviane Ferreira[27]

### Membros antigos
- Alessandra Barcelar
- Aline Mattos
- Aécio Ribeiro[28]
- Aureni de Almeida[28]
- Beto Boaretto
- Carol Pimenta[29]
- Ciro Brigham (hoje na TV Subaé)[28]
- Daniella Oliveira[30]
- David Fortunato[25]
- Ellen Vila Nova[31]
- Eveline Mota[32]
- Fernando Sodake (hoje na TV Bahia)[33]
- Giselle Frauches
- Indhira Almeida[34]
- Ivan Bezerra[35]
- Liliane Lourenço[36]
- Luís Quadros †[28]
- Mariana Aragão[37]
- Mayara Magalhães[38]
- Michelle Damasceno[39]
- Ramon Ferraz (hoje na Band Bahia)[40]
- Renata Menezes[41]
- Ricardo Ishmael (hoje na TV Bahia)[42]
- Rosana Guimarães[43]
- Rossane Nascimento (hoje na Band FM Vitória da Conquista)[44]
- Sara de Castro † [28]
- Zenon Barbosa (hoje na Band FM Vitória da Conquista)[45]